# Gelétagging
Gelétagging (Pseudohydnum gelatinosum) är en svampart som först beskrevs av Giovanni Antonio Scopoli, och fick sitt nu gällande namn av Petter Adolf Karsten 1868. Enligt Catalogue of Life ingår Gelétagging i släktet Pseudohydnum, ordningen Auriculariales, klassen Agaricomycetes, divisionen basidiesvampar och riket svampar, men enligt Dyntaxa är tillhörigheten istället släktet Pseudohydnum, familjen Exidiaceae, ordningen gelésvampar, klassen Tremellomycetes, divisionen basidiesvampar och riket svampar. Arten är reproducerande i Sverige. Inga underarter finns listade i Catalogue of Life.

## Källor

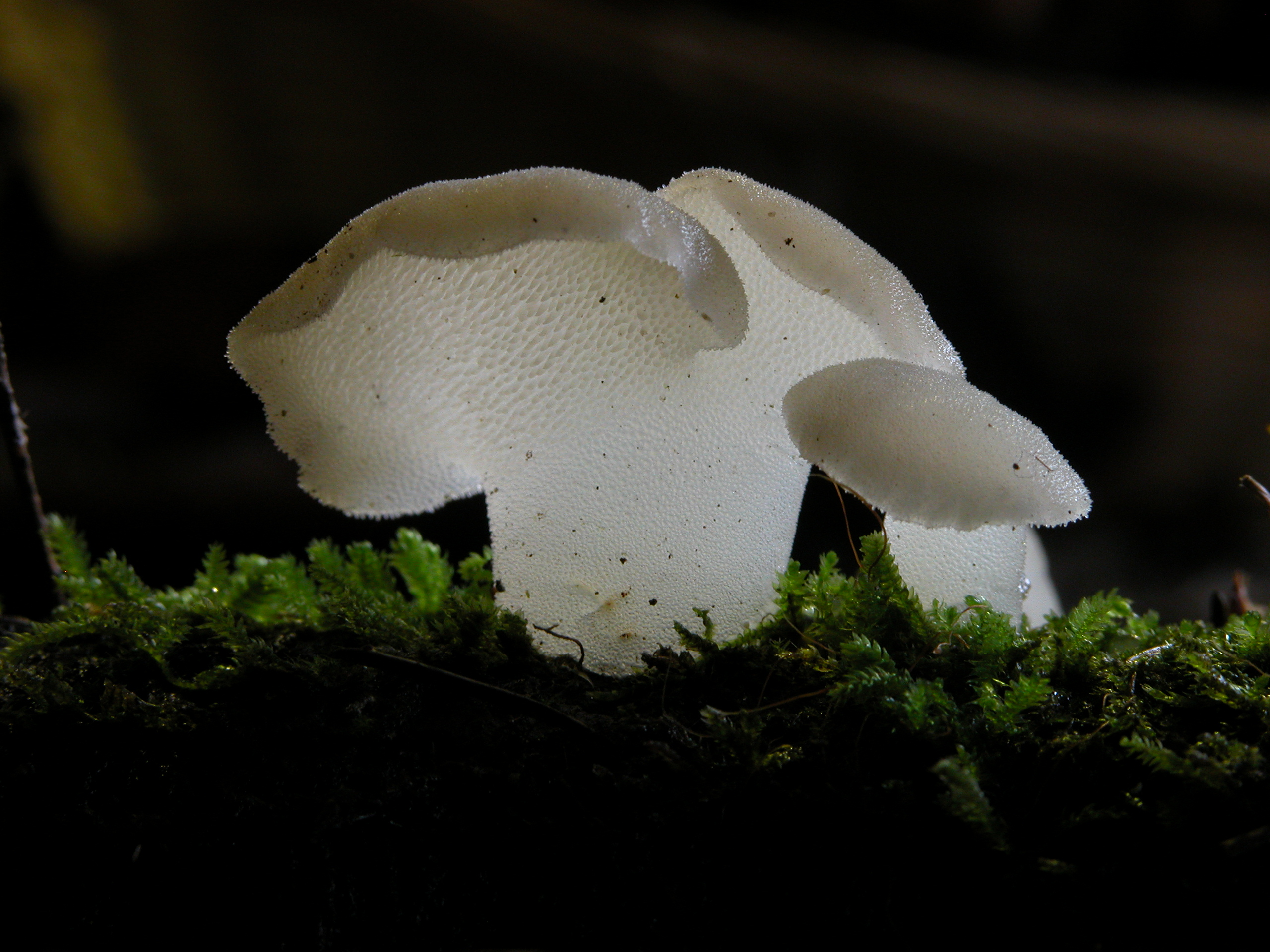
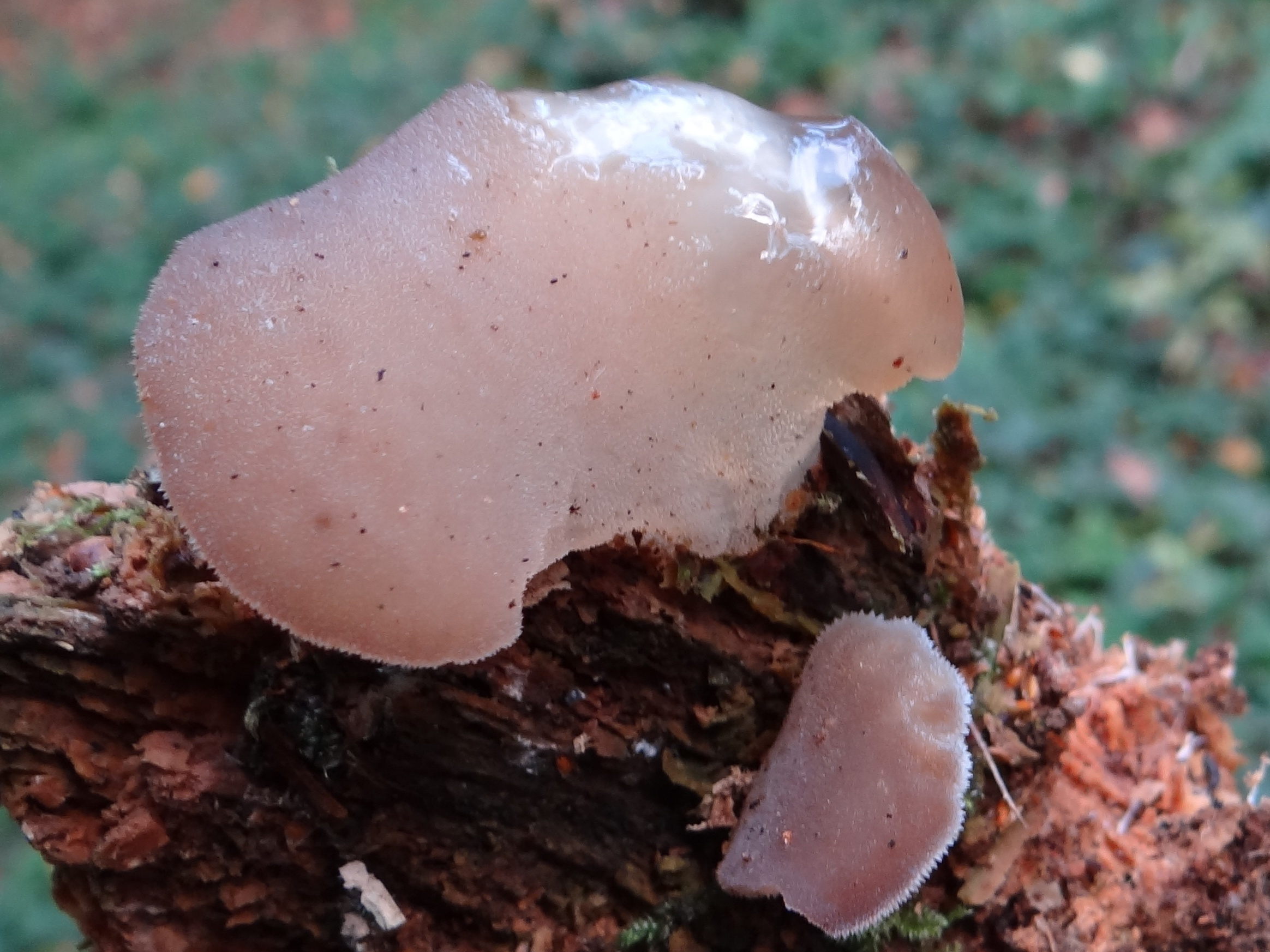
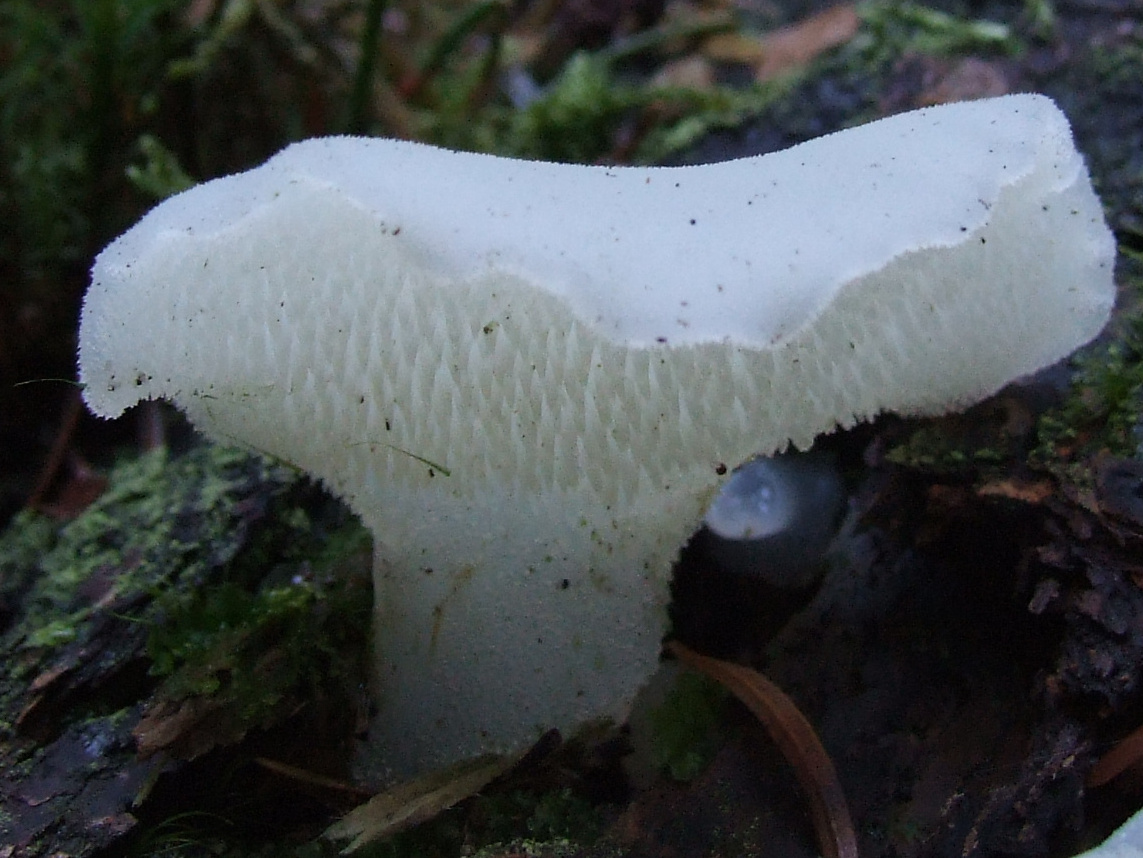
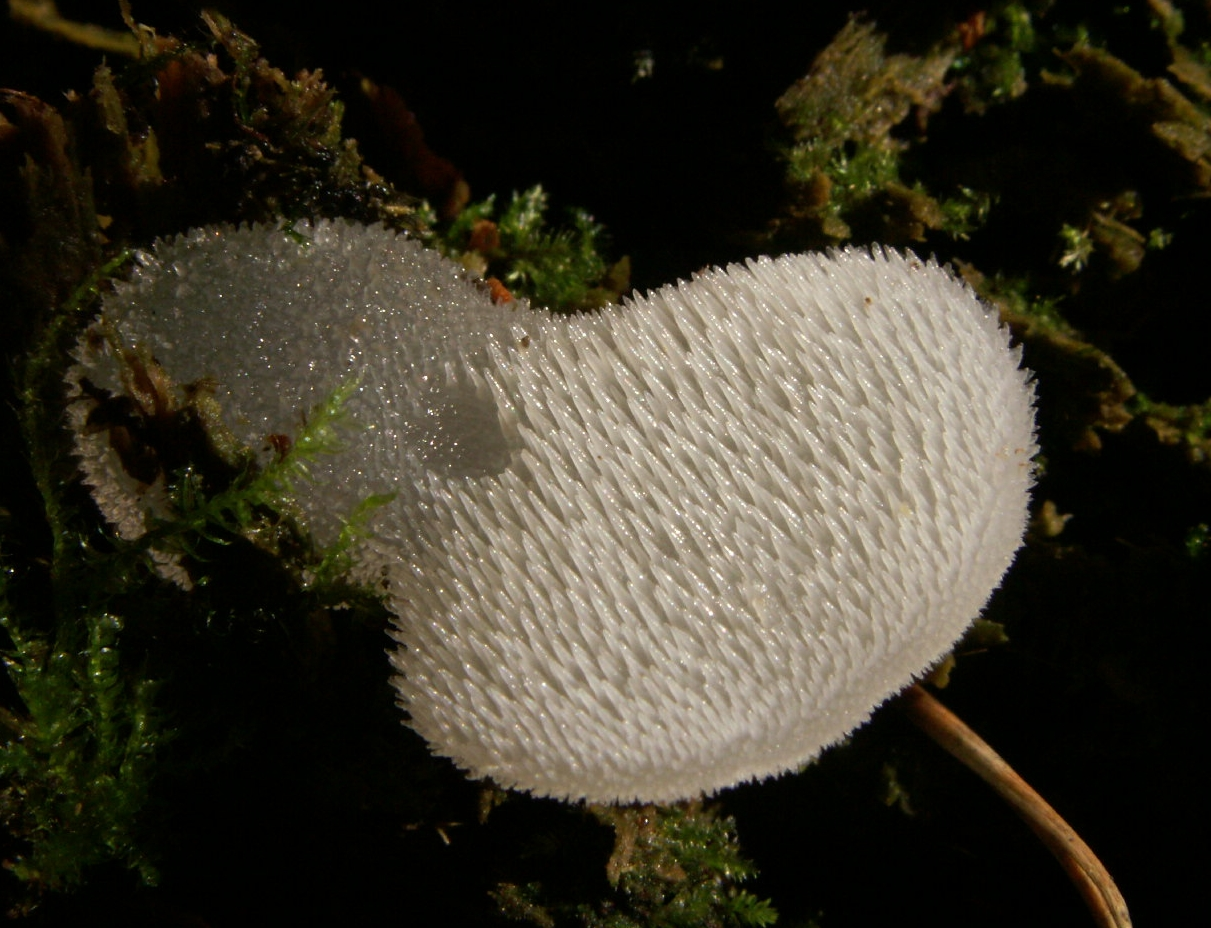
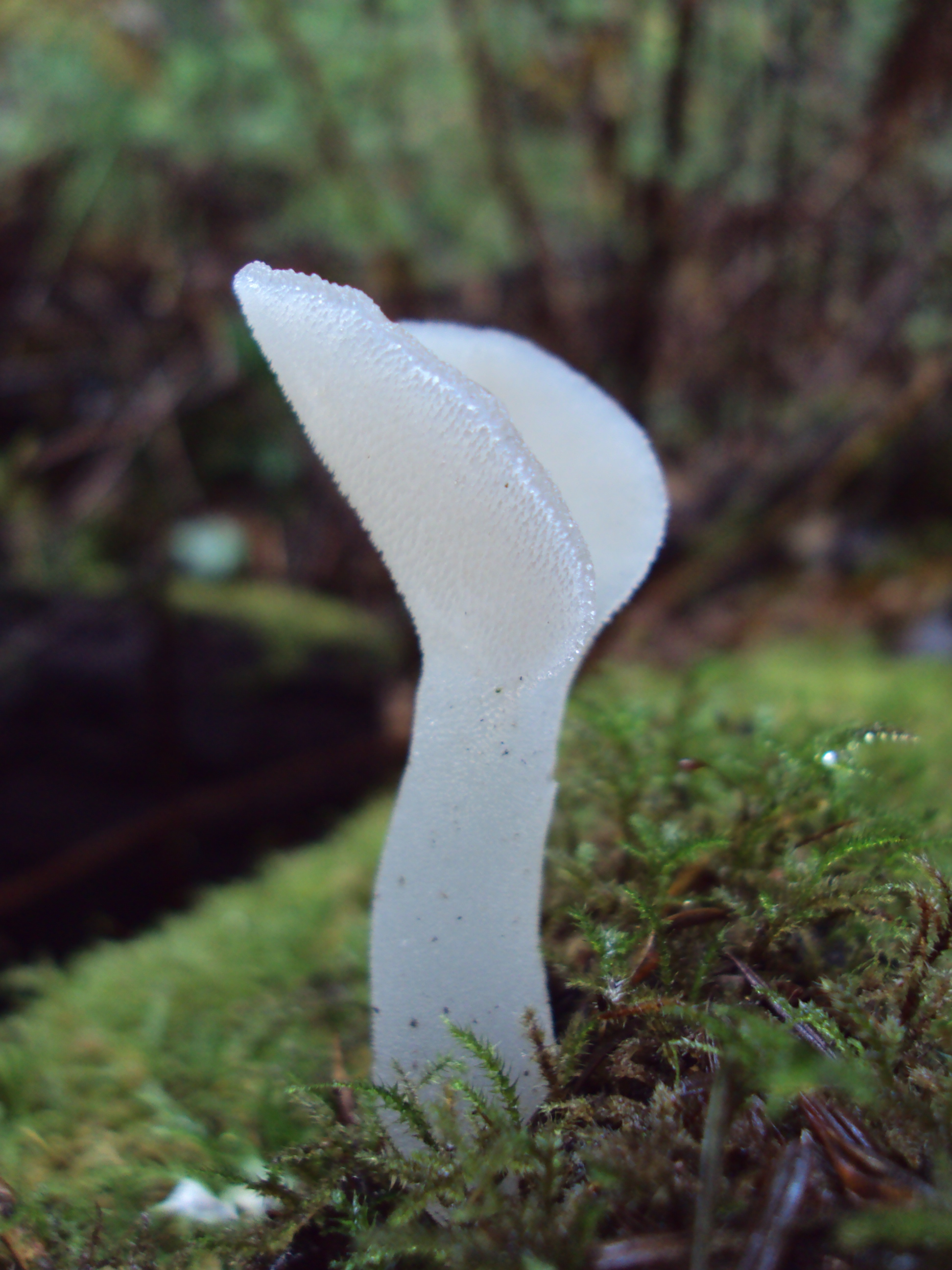